# Rauen
Rauen – miejscowość i gmina w Niemczech, w kraju związkowym Brandenburgia, w powiecie Oder-Spree, wchodzi w skład Związku Gmin Spreenhagen. Przez gminę przebiega autostrada A12, łącząca Berlin z granicą polsko-niemiecką.
W Rauen znajduje się zabytkowy kościół wiejski z XV w.

## Demografia
Wykres zmian populacji Rauen od 1875 roku: